# Frank Budd
Francis Joseph Budd dit Frank Budd, né le 20 juillet 1939 à Long Branch et mort le 29 avril 2014 à Marlton, est un athlète et un joueur américain de football américain.

## Biographie
Il participe aux Jeux olympiques de 1960, à Rome, et se classe 5e de la finale du 100 mètres dans le temps de 10 s 3. Aligné également dans l'épreuve du relais 4 × 100 mètres, il transmet le témoin à son compatriote Ray Norton « hors zone », occasionnant la disqualification de l'équipe américaine.
Surnommé l'« homme le plus rapide de la planète » en 1961, il améliore cette même année les records du monde du 100 yards (9 s 2), du 220 yards (20 s 0) et du relais 4 × 100 mètres, en compagnie de Hayes Jones, Paul Drayton, et Charles Frazier (39 s 1). En 1962, il porte le record mondial du 100 yards à 10 s 2. Il remporte les championnats de l'Amateur Athletic Union sur 100 yards en 1961.

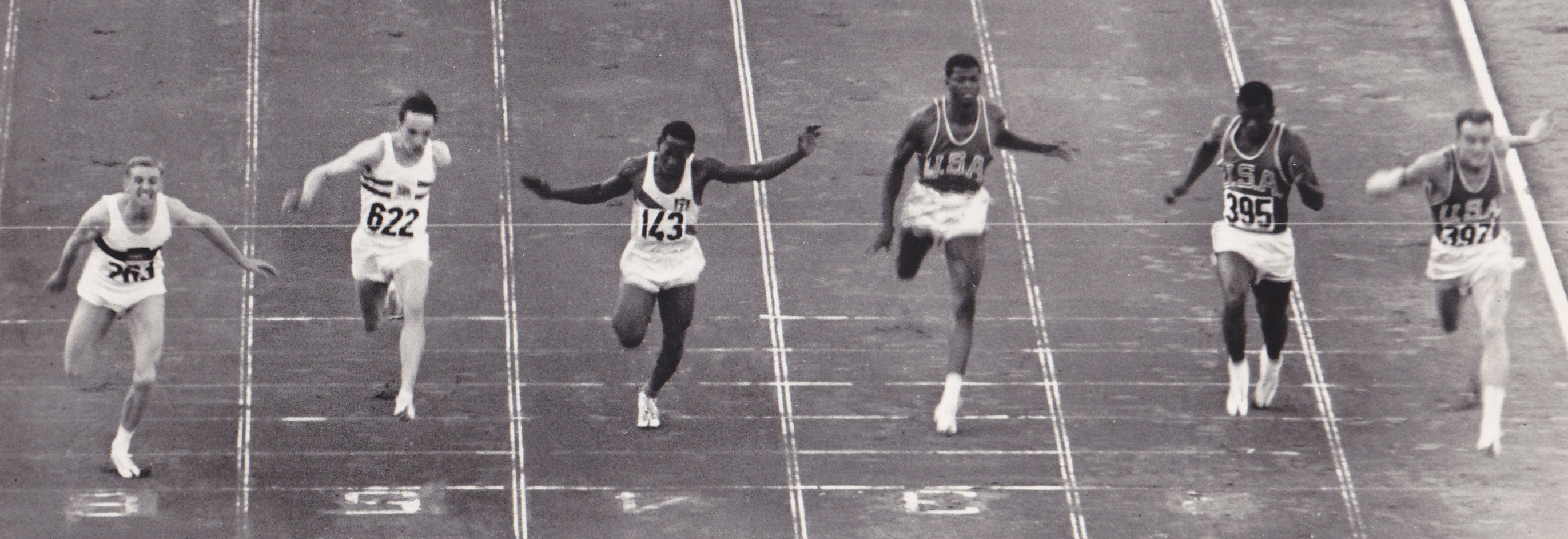
Frank Budd (no 622) classé 5e de la finale du 100 m des JO de 1990.

En 1962, il est drafté par le club de football américain des Eagles de Philadelphie et met un terme à sa carrière d'athlétisme.